# Myrcia mischophylla
Myrcia mischophylla är en myrtenväxtart som beskrevs av Hjalmar Frederik Christian Kiaerskov. Myrcia mischophylla ingår i släktet Myrcia och familjen myrtenväxter. Inga underarter finns listade i Catalogue of Life.